# Жени убийци (сериал, 2022)
Жени убийци (на испански: Mujeres asesinas) е мексикански уеб сериал, продуциран от Плетора Прадакшънс за ТелевисаУнивисион през 2022 г. Сериалът, адаптиран от Алисия Луна, е базиран на едноименната книга на аржентинската писателка Мариса Гринстейн и е римейк на едноименния мексикански сериал, излъчван в периода 2008 – 2010 г.
През септември 2023 г. сериалът е подновен за втори сезон, чиято премиера е на 15 март 2024 г.

## Сюжет
Всеки епизод представя отделна история, в която жените се сблъскват с труден живот поради партньори, които са насилници, манипулативни родители или унизителни ситуации и прибягват до насилие и смърт, за да сложат край на страданието си.

## Актьори
- Макарена Гарсия – Силвия
- Луис Фелипе Товар – Рафаел
- Клаудия Рамирес – Марта
- Хулия Урбини – Луиса
- Себастиан Поса – Леонардо
- Диана Голден – Виолета
- Барби Касияс – Лупе
- Арселия Рамирес – Тереса
- Ялица Апарисио – Росио
- Летисия Уихара – Доня Сокоро
- Луис Фернандо Пеня – Габино
- Ана Силвия Гарса – Майката на Росио
- Джедет – Анхел / Паула
- Аксел Рико – Наполеон
- Рамиро Фумасони – Марио
- Хаде Фрасер – Химена
- Джина Педрет – Марсела
- Катрин Сиачоке – Бланка
- Алехандро де Ойос – Гилермо
- Антонио де ла Вега – Фернандо
- Арлет Теран – Диана
- Рут Росас – Соледад
- Йоланда Вентура – Агнес
- Лисардо – Франсиско дел Рио
- Луис Урибе – Дон Андрес
- Никол Куриел – Грисел
- Алекса Арчундия – Анхелика
- Сантяго Ачага – Пабло
- Франсиско де ла О – Бащата на Анхелика
- Паола Тойос – Майката на Анхелика
- Габриел Сантойо – Омеро
- Клаудия Мартин – Адриана
- Алекс Переа – Мартин
- Сара Малдонадо – Алехандра
- Артуро Барба – Фермин
- Ана Патрисия Рохо – Марина
- Африка Савала – Лоренса
- Патрисия Рейес Спиндола – Теодора

## Премиера
Премиерата на „Жени убийци“ е на 4 ноември 2022 г. в стрийминг платформата Vix+. Последният епизод на първия сезон е излъчен на 23 декември 2022 г. Премиерата на втория сезон е на 15 март 2024 г., а последният епизод от него е излъчен на 26 април 2024 г.

## Продукция
Снимките на сериала започват в началото на юни 2022 г., като на 29 юни 2022 г. е обявено, че сериалът ще бъде пуснат в стрийминг платформата на ТелевисаУнивисион Vix+. В същия ден Ялица Апарисио е потвърдена като част от осемте жени, които ще участват в поредицата. На 18 август 2022 г. актрисите Катрин Сиачоке, Барби Касияс, Макарена Гарсия, Джедет, Никол Кwриел, Клаудия Мартин и Сара Малдонадо са обявени за останалите седем главни роли.

## Епизоди
| № | №  | Заглавие                                 | Режисура              | Сценарий                                     | Първо излъчване  | Първо излъчване  | Рейтинг (в милиони) |
| --- | -- | ---------------------------------------- | --------------------- | -------------------------------------------- | ---------------- | ---------------- | ------------------- |
| 1 | 1  | Лястовиците ("Las golondrinas")          | Пепе Кастро           | Алисия Луна                                  | 4 ноември 2022   | 4 ноември 2022   | онлайн              |
| Силвия е млада жена, която през целия си живот е била свидетел на малтретирането на майка ѝ от страна на баща ѝ Рафаел. След смъртта на Марта младата жена започва да става жертва на побоищата и малтретирането на мъжа. В много съмнителен правен спор Силвия е заплашена да отиде в затвора, освен ако не се върне при насилника си. Вероятно това може да стане, тъй като Рафаел е полицай и все още има приятели в службата. Силвия е уморена от постоянните побоища и словесни атаки, които получава, но капката, която прелива чашата, е да види как баща ѝ подари огърлицата на майка ѝ на Виолета, жената, с която той има връзка. По този начин планът ѝ започва. Взима хапчета, които стрива на прах, и ги слага в собствената му закуска. Болкоуспокояващите успяват да го успокоят и Силвия го премества в мазето, където преди години почти изгаря майка ѝ жива. След като го кара да пие още хапчета, младата жена пресъздава преживяното като дете: залива го с бензин и го заплашва със запалка. Планът ѝ обаче не е да го изгори, а да го изплаши толкова много, добавяйки висока доза хапчета, че сърцето му да не издържи повече. Участват: Макарена Гарсия като Силвия, Луис Фелипе Товар като Рафаел, Клаудия Рамирес като Марта, Хулия Урбини като Луиса, Себастиан Поса като Леонардо, Диана Голден като Виолета, Оливия Дуфлос като Силвия (дете). |    |                                          |                       |                                              |                  |                  |                     |
| 2 | 2  | Момичето крадец ("La niña ladrona")      | Пепе Кастро           | Алисия Луна                                  | 11 ноември 2022  | 11 ноември 2022  | онлайн              |
| Лупе е отвлечена като дете от Тереса, докато се опитва да пресече границата на Съединените щати с родителите си. Тереса принуждава Лупе да работи на улицата, за да си изкарва прехраната, докато нейният син Раул става покровител и гадже на Лупе, но това не спира насилието от страна на майка му. Когато Анита, шестгодишно момиче, пристига, Лупе решава да сложи край на малтретирането и отвличанията на деца от Тереса. Участват: Барби Касияс като Лупе, Арселия Рамирес като Тереса, Лео Каста като Раул, Рикардо Гомес като Мемо, Пабло Астиасаран като свещеник, Цаямал като майката на Лупе, Хулио Грихалва като бащата на Лупе, Абмар Лус като Лупе (дете), Мария Швартау като Анхелита, Хосе Анхел Гаридо като Раул (дете), Сантяго Ескобедо като Сесар, Херардо Салданя като Карлитос, Балтасар Себастиан като Нандо, Мия Фабри като Анита. |    |                                          |                       |                                              |                  |                  |                     |
| 3 | 3  | Страдащата от безсъние ("La insomne")    | Карлос Гарсия Аграс   | Алисия Луна                                  | 18 ноември 2022  | 18 ноември 2022  | онлайн              |
| След като пожар в къщата ѝ убива семейството ѝ, Росио губи силата и волята си да преследва мечтите си като учител. Габино, нейният приятел, предлага да поеме бизнеса на родителите си и да създаде семейство, но тя все още е преследвана от инцидента. Участват: Ялица Апарисио като Росио, Летисия Уихара като Доня Соко, Луис Фарнандо Пеня като Габино, Ана Силва Гарса като Доня Флор, Никол Салгадо Ернандес като Лусеро, Хосе Луис Уерта като бащата на Росио, Маяуел де Монте като майката на Росио, Саул Освалдо като Рамон. |    |                                          |                       |                                              |                  |                  |                     |
| 4 | 4  | Наричай ме Паула ("Llámame Paula")       | Ана Лорена Перес-Риос | Алисия Луна, Фернандо Касасус Фернандес      | 25 ноември 2022  | 25 ноември 2022  | онлайн              |
| Анхел е млад физиотерапевт, който решава да прегърне истинската си същност и сексуалността си, като се превърне в Паула. След като среща Наполеон по време на работа, Паула отива на среща с него. По време на парти Наполеон представя Паула на Марио, успешен архитект, и те решават да се състезават за нейната любов. Участват: Джедет като Паула, Аксел Рико като Наполеон, Рамиро Фумасони като Марио, Хаде Фрасер като Химена, Хуан Сагун като Хуан, Гизет Галатеа като Ампаро, Джина Педрет като Марсела |    |                                          |                       |                                              |                  |                  |                     |
| 5 | 5  | Сребърната сватба ("Las bodas de plata") | Пепе Кастро           | Алисия Луна                                  | 2 декември 2022  | 2 декември 2022  | онлайн              |
| Бланка е покорна домакиня, която живее в брак, пълен с тайни и предателства. Докато Бланка и Фернандо празнуват 25-ата си годишнина от сватбата, тя подписва завещанието им, оставяйки техния племенник Гилермо като техен единствен наследник. Участват: Катрин Сиачоке като Бланка, Алехандро де Ойос като Гилермо, Антонио де ла Вега като Фернандо Лонгарес, Арлет Теран като Диана, Рут Росас като Соледад, Йоланда Вентура като Инес, Лисардо като Франсиско дел Рио, Арена Ибара като Марисол дел Рио, Луис Урибе като Дон Андрес. |    |                                          |                       |                                              |                  |                  |                     |
| 6 | 6  | Като сестри ("Como hermanas")            | Пепе Кастро           | Алисия Луна                                  | 9 декември 2022  | 9 декември 2022  | онлайн              |
| Грисел и Анхелика, най-добри приятелки, преследват целите си в живота, но са заслепени от Пабло, звезда в социалните медии, в когото се влюбват. Участват: Никол Куриел като Грисел, Алекса Арчундия като Анхелика, Сантяго Ачага като Пабло, Лудивина Веларде като Патрисия, Франсиско де ла О като бащата на Анхелика, Паола Тойос като майката на Анхелика, Хулия Макео като Химена, Габриел Сантойо като Омеро, Ела Ернандес като Лина, Ориана Реалменте като Ориана. |    |                                          |                       |                                              |                  |                  |                     |
| 7 | 7  | Шеф-готвачка ("La Chef")                 | Карлос Гарсия Аграс   | Алисия Луна                                  | 16 декември 2022 | 16 декември 2022 | онлайн              |
| Адриана е млада шеф-готвачка, която излиза с Мартин, който е наркодилър. След като Мартин я напуска, Адриана отваря ресторант, който бързо набира популярност. Години по-късно Мартин се завръща в живота на Адриана, като двамата продължават своята история. Участват: Клаудия Мартин като Адриана, Алекс Переа като Мартин, Каролина Полити като Берта, Бенхамин Риверо като Мигел, Пати Диас като Тоня, Самуел Гайегос като Еухенио, Фернанда Бернал като Вивиана, Диего Марино като Мосо, Хосе Хайме Ороско като Пончо. |    |                                          |                       |                                              |                  |                  |                     |
| 8 | 8  | Присъдата ("La condena")                 | Ана Лорена Перес-Риос | Алисия Луна                                  | 23 декември 2022 | 23 декември 2022 | онлайн              |
| Алехандра се омъжва за Фермин, който се представя за неин защитник. След известно време Алехандра открива, че страстта на Фермин не е нищо повече от проява на неговата прекомерна ревност. Участват: Сара Малдонадо като Алехандра, Артуро Барба като Фермин, Карина Джиди като Берта, Адриана Уилямс като Виолета, Педро Ромо като Густаво. |    |                                          |                       |                                              |                  |                  |                     |
| 9 | 9  | Росарио ("Rosario")                      | Пепе Кастро           | Алисия Луна                                  | 15 март 2024     | 15 март 2024     | онлайн              |
| Участват: Елифер Торес като Росарио, Карлос Феро като Гилермо, Емилиано Гарсия като Мигел, Сантяго Вега като Франсиско, Марко Нуниес като Кандидо, Еберто Силва като Есекиел, Росалинда Еспарса като Арасели, Лети Грей като Селия, Паулина де Лира като Каталина, Еруди Минеро като Фрида, Диана Меркадо като Хасинта, Майкъл Веласкес като Ромуло. |    |                                          |                       |                                              |                  |                  |                     |
| 10 | 10 | Есмералда ("Esmeralda")                  | Пепе Кастро           | Мариса Гринстейн Франсиско Касасус Фернандес | 15 март 2024     | 15 март 2024     | онлайн              |
| Участват: Каролина Миранда като Есмералда, Алосиан Виванкос като Алекс, Лейди Гутиерес като Тере, Ана Патрисия Рохо като Марина, Рене Стриклер като Чарли, Амайрани Калдерон като Нати, Абрил Онил като Кларита, Франсиско Авенданьо като бащата на Алекс, Уси Веласко като майката на Алекс, Монсерат Куриес като Естела, Марко Санчес като Мартин, Карла Мора като Хасинта. |    |                                          |                       |                                              |                  |                  |                     |
| 11 | 11 | Вирхиния ("Virginia")                    | Пепе Кастро           | Мариса Гринстейн                             | 22 март 2024     | 22 март 2024     | онлайн              |
| Участват: Ариана Сааведра като Вирхиния, Диего Клейн като Милтън, Йесика Саласар като Алба, Даниела Кортес като Симона, Брианда Барахас като Пречистената, Алсира Чалбауд като Сусана, Лисбет Рамирес като майката на пречистената, Карлос Гаярдо като Лукас / Тобиас, Хуан Анхел Еспарса като Нелсън, Хорхе Ландета като Кристиан, Диего Олая като Алберто, Карлос Сесар Гонсалес като Алехандро. |    |                                          |                       |                                              |                  |                  |                     |
| 12 | 12 | Ортенсия ("Hortensia")                   | Карлос Гарсия Аграс   | Алисия Луна                                  | 29 март 2024     | 29 март 2024     | онлайн              |
| Участват: Литци като Ортенсия, Алисия Хасис като Асусена, Иван Амосурутия като Матиас, Хуан Риос като Адолфо, Габриела Карийо като Глория, Софи Марло като Лила, Естефания Мартинес като Ирене. |    |                                          |                       |                                              |                  |                  |                     |
| 13 | 13 | Лоренса ("Lorenza")                      | Пепе Кастро           | Мариса Гринстейн                             | 5 април 2024     | 5 април 2024     | онлайн              |
| Участват: Африка Савала като Лоренса, Вико Ескорсия като Рита, Ектор Костифакис като Симон, Фатима Торе като Диана, Мария Лорете като Иса, Родриго Нуньо като Фернандо, Хосе Антонио Естрада като Педро, Селия Марке като Алисия, Алехандро Портер като Абел. |    |                                          |                       |                                              |                  |                  |                     |
| 14 | 14 | Аурора ("Aurora")                        | Кеня Маркес           | Мариса Гринстейн                             | 12 април 2024    | 12 април 2024    | онлайн              |
| Участват: Теса Иа като Аурора, Поло Морин като Едуардо, Хосе Пабло Минор като Естебан, Каталина Лопес като Лупе, Диего Сарате като Нико, Кристиан Венегас като Клаудио. |    |                                          |                       |                                              |                  |                  |                     |
| 15 | 15 | Магдалена ("Magdalena")                  | Карлос Гарсия Аграс   | Мариса Гринстейн                             | 19 април 2024    | 19 април 2024    | онлайн              |
| Участват: София Еспиноса като Магдалена, Габриел Карбахал като Серхио, Карлос Бонавидес като инспекторът, Патрисия Рейес Спиндола като Теодора, Джина Морет като Фелипа, Антуани Хи като офицер Рамирес, Ерика Карийо като Леонор, Алфонсо Сото като Питър, Телма Дорантес като Мече, Беренис Мастрета като Роса. |    |                                          |                       |                                              |                  |                  |                     |
| 16 | 16 | Нанси ("Nancy")                          | Кеня Маркес           | Алисия Луна                                  | 26 април 2024    | 26 април 2024    | онлайн              |
| Участват: Каролина Рамирес като Нанси, Адриан Ладрон като Бенхамин, Родриго Овиедо като Абел, Игнасио Рива Паласио като Томас, Дания Каренина като Бети, Лисет Араиса като майката на Бети, Валерия Рохас като Нанси (дете), Галилеа Хабур като Ева, Лу Пичардо като Силвия. |    |                                          |                       |                                              |                  |                  |                     |